# Collège de l'Esquile
Le collège de l'Esquile ou Esquille est un ancien collège de l'université de Toulouse. Ses bâtiments se trouvent entre les rues du Taur, des Lois et de l'Esquile, à laquelle il a donné son nom, dans le quartier Arnaud-Bernard (secteur 1) de Toulouse, en France. 
Fondé probablement au XIVe siècle ou au début du siècle suivant, au cœur du quartier universitaire de la ville, c'est à l'origine un petit collège qui accueille des boursiers. Il doit son nom à la clochette (esquila en occitan) qui rythmait les heures de la journée des étudiants. En 1551, sous l'autorité des capitouls, le collège est profondément transformé et complètement reconstruit. Le collège se développe, particulièrement sous l'autorité des doctrinaires, à partir de 1654, pour devenir un des deux principaux collèges toulousains, avec le collège des jésuites. Les bâtiments sont successivement agrandis du XVIe siècle au début du XVIIIe siècle, lui donnant sa physionomie actuelle. Fermé à la Révolution française, le collège est transformé en Petit séminaire et continue à accueillir des élèves jusqu'en 1905. À partir de cette date, les bâtiments sont occupés, à l'ouest, par l'administration des impôts. À l'est, l'ancienne chapelle du Petit séminaire, transformée en salle de spectacle et en cinéma, a été un des hauts lieux de l'histoire sociale et culturelle de la ville, mais aussi de l'exil républicain espagnol. Depuis 1997, elle accueille la cinémathèque de Toulouse.
Avec d'autres anciens collèges voisins – le collège de Périgord, le collège de Foix et le collège Saint-Raymond –, les bâtiments de l'ancien collège de l'Esquile sont un des derniers témoignages de l'architecture universitaire à Toulouse. Ils sont protégés au titre des monuments historiques. La porte principale du collège, sur la rue du Taur, a été classée en 1910, tandis que les bâtiments qui bordent la cour principale, le long des rues des Lois et de l'Esquile, ont été inscrits en 1992 et en 1993,.

## Histoire

### Petit collège (1417-1551)
Les origines du collège de l'Esquile restent obscures, à cause de la disparition de la plupart des archives de cette période. Le collège est fondé, probablement au XIVe siècle – au plus tard avant 1417. Il se trouve au carrefour de la rue de l'Esquile et de la rue des Lois, au cœur du quartier universitaire, à proximité des couvents des Jacobins et des Cordeliers, des salles où les professeurs donnent leurs cours, ainsi que des autres collèges de la ville. Il est à cette époque simplement désigné comme le « collège de l'Étude » (collegium Studii en latin) : cette appellation indique peut-être une relation étroite entre le collège et l'université elle-même. Il prend le surnom de l'Esquile à cause de la clochette (squila en latin médiéval, esquila en occitan) qu'on fait sonner pour régler les différents exercices de la journée. 
Le collège s'organise autour d'une cour centrale, qui sert de cloître, autour de laquelle s'organisent les différents bâtiments, particulièrement les logements pour les étudiants, les salles de classe, la chapelle et une grange. Ce n'est cependant qu'un petit collège, dont les faibles revenus ne permettent de recevoir qu'un nombre limité d'étudiants, seulement six. Ils sont nommés par l'archevêque de Toulouse ou, plus généralement, par ses vicaires généraux, normalement pour cinq ans. Parmi eux sont choisis un prieur et deux prêtres, dont un doit assurer le service religieux du collège. Le prieur est élu chaque année, au mois de novembre – probablement le 25, jour de la sainte Catherine –, par les étudiants rassemblés dans la chapelle du collège. Il est chargé d'administrer le collège et de défendre ses intérêts. Il est aidé dans sa tâche par un sindic et un procureur, qui représentent le collège devant la cour du sénéchal et le Parlement. Le prieur doit aussi administrer les biens que possède le collège, terres et immeubles, qui sont mis en location et dont il tire ses revenus, ainsi que des droits seigneuriaux dans plusieurs villages de la campagne toulousaine, particulièrement à Labastide-Constance et à Salvagnac. 
La pauvreté relative du collège n'empêche pas les étudiants de vivre dans une certaine aisance. Avant même la fin de leurs études, ils obtiennent et cumulent souvent plusieurs bénéfices ecclésiastiques. On connaît un François Chambon, étudiant au collège avant 1514, jusqu'en 1532 au moins, prêtre perpétuel du collège, prieur à plusieurs reprises, propriétaire d'immeubles et de maisons à Toulouse, rue des Lois et rue du Sénéchal, de terres à Riguepel, Montgaillard et Saint-Yors, recteur de plusieurs églises dont Saint-Martin de Linards, Notre-Dame de Marquestal et Notre-Dame de Roquette, vicaire perpétuel de Saint-Pierre-des-Cuisines, et encore chanoine de la cathédrale d'Auch.

### Grand collège (1551-1792)

#### Collège municipal (1551-1654)
Dès les années 1540, les capitouls souhaitent la création d'un établissement capable de donner aux enfants une instruction complète qui les prépare à fréquenter l'université. Ils protestent de plus contre les abus des étudiants toulousains et se plaignent de la faiblesse des revenus propres à chaque collège. Ils reçoivent dans leur projet le soutien de l'archevêque de Toulouse, Odet de Coligny, du philosophe Jean Bodin, ancien élève de l'université, et particulièrement de Jacques Du Faur, humaniste fervent, abbé de la Chaise-Dieu et du Faget, vicaire général de l'archevêque, conseiller au Parlement de Toulouse, puis au grand conseil du roi, et président à la chambre des enquêtes du Parlement de Paris.
Le roi Henri II ordonne par l'édit de Nantes, de juillet 1551, la suppression des collèges de Boulbonne, de Saint-Girons, de Verdalle, de Montlezun, de Saint-Exupéry, des Pauvrets, du Temple et de l'Esquile. Les biens de tous ces collèges doivent être réunis et affectés à la fondation d'un grand collège, sur le modèle des grands collèges parisiens : l'éducation doit mettre l'accent sur l'étude des langues anciennes, particulièrement le latin et le grec. L'édit royal rencontre l'opposition des prieurs et des étudiants des collèges supprimés, qui portent l'affaire devant le Parlement, qui ne cède qu'après que le roi envoie une lettre patente signée à Châlons-en-Champagne le 19 mai 1562 : l'édit est enregistré au Parlement le 13 juillet 1552,.
Les travaux du nouveau collège commencent au mois de février 1554. On commence par abattre les vieux bâtiments du collège de l'Esquile et du collège voisin de Saint-Exupéry, sous la direction des maîtres-maçons Guillaume Cazeneuve et Michel Boyer. On confie à Nicolas Bachelier la construction du nouveau portail d'entrée, à l'emplacement de celui de l'ancien collège de Saint-Exupéry, sur la rue du Taur, tandis que l'autre entrée, sur la rue des Lois, est fermée. Les travaux se poursuivent en 1558, avec la réfection de la chapelle. En 1560-1561, le maître-maçon Guillaume Norman est chargé d'élever une galerie contre la nouvelle façade, de carreler et de crépir les pièces ; le maître-verrier Bertrand Bertier de garnir de vitres toutes les fenêtres ; le maître-serrurier Elias Laguerrie de fabriquer les grilles et les serrures. Lorsque les travaux sont à peu près achevés en 1561, la construction du nouveau collège a coûté 5 320 livres, 5 sous et 8 deniers tournois. 
Il revient au capitouls de choisir le principal qui dirigera le collège. Il semble que le choix en est confié à Jacques Du Faur : le poste est d'abord offert à l'humaniste Adrien Turnèbe, qui refuse, puis à Bertrand de Lapointe, docteur en droit venu de Paris, pour un bail de trois ans. Le collège ouvre solennellement ses portes fin septembre ou début octobre 1560, avec comme premiers « régents » ou professeurs six Parisiens. Bertrand de Lapointe s'attache à apaiser les controverses religieuses entre les élèves et les protestants sont même autorisés à faire leur prêche dans les salles d'étude. Mais en mai 1562, le collège est secoué par les troubles religieux que connaît la ville : Bertrand de Lapointe est suspecté de protestantisme et accusé de meurtre, le collège ferme ses portes pour une année. Dans un contexte de raidissement religieux, les protestants sont exclus, la messes est rendue obligatoire, les principaux suivants sont tous catholiques et majoritairement des clercs. En 1595, pendant les troubles de la Ligue, le collège est à nouveau déserté.
Le collège entretient des rapports contradictoires avec l'université. D'un côté, les professeurs de l'université sont invités à donner des cours aux élèves du collège. À partir de 1564, la faculté des Arts est même logée dans le collège de l'Esquile. On voit également des principaux et des régents du collège devenir professeurs à l'université, recteurs de la faculté des Arts et de l'université. De plus, les élèves de l'Esquile obtiennent les grades universitaires de la faculté des Arts sans examen. D'un autre côté, il est interdit aux élèves d'assister aux cours de l'université. En 1595, un ancien principal du collège, Thomas Martin, est roué de coups par trois étudiants toulousains qui avaient pénétré par effraction. Surtout, le collège entre en rivalité avec le collège des jésuites, ouvert en 1567, et dont les élèves doivent passer leur examen de maîtrise ès Arts au collège de l'Esquile. En 1590, François Sanchez, médecin et philosophe devenu régent ès Arts, favorable aux jésuites, refuse de donner ses cours au collège de l'Esquile, mais il est désapprouvé par le Parlement. En 1592, les jésuites obtiennent finalement la permission de délivrer le diplôme de maître ès Arts. Malgré tout, le collège se développe, particulièrement sous la direction de Thomas Barclay (en) (1596-1608), puis de Jean d'Avela (1630-1646) et de Guillaume Mulatier (1646-1654).

#### Collège des doctrinaires (1654-1792)
Les prêtres et les filles de la Doctrine chrétienne – doctrinaires et ursulines – se consacraient à la catéchèse et à l'enseignement religieux. Ils avaient été appelés à Toulouse par l'archevêque et cardinal François de Joyeuse, et étaient arrivés en octobre 1604. Les doctrinaires avaient obtenu l'église et le couvent Saint-Romain (emplacement des actuels no 24-26 rue Saint-Rome et no 3 rue Jules-Chalande). Par un bref du pape Grégoire XV, enregistré au Parlement de Toulouse le 1er octobre 1621, ils avaient l'autorisation d'enseigner les arts libéraux. Toulouse devient le siège d'une des trois provinces françaises des doctrinaires, qui ouvrent rapidement des maisons d'éducation dans la région, à Saint-Girons, Miremont, Saint-Félix-Lauragais, Revel, Gimont, Lavaur, Lectoure, Condom, Moissac, Gaillac, Lauzerte, Montcuq, Castelnaudary, Carcassonne, Narbonne... Ils créent d'importants collèges à Pézenas, Villefranche-de-Rouergue et Brive-la-Gaillarde.
En 1646, les capitouls songent à confier aux jésuites la direction du collège de l'Esquile, puis se tournent vers les doctrinaires auxquels ils donnent, par contrat du 1er avril 1654, un bail de quatre ans. Des travaux sont engagés durant un an pour la rénovation des bâtiments et le collège rouvre à la rentrée 1655, pour la Saint-Luc (18 octobre). Le bail sera renouvelé et sa durée augmentée : le dernier bail est signé en 1767, pour une durée de 30 ans,. Le personnel se compose de cinq professeurs pour les classes de grammaire, deux professeurs de rhétorique, deux de philosophie, un recteur et un économe, auxquels s'ajoutent un préfet des classes et un maître des pensionnaires. L'enseignement repose sur l'étude de la « doctrine », c'est-à-dire la religion, en particulier par l'apprentissage par cœur de la Bible et son commentaire : il existe ainsi une Instruction des enfants baptisés par questions-réponses à l'usage du collège de l'Esquile de 1719. L'enseignement se poursuit dans les grandes classes par les humanités, la philosophie, l'histoire, la géographie et les sciences. Le cours de philosophie, particulièrement, fait la renommée du collège de l'Esquile. Il est ouvert aux étudiants de la faculté des Arts et même aux membres de l'élite toulousaine. L'année scolaire commence le 18 octobre et se terminait avant le 15 août. À cette occasion a lieu une joute littéraire, à laquelle sont invités le clergé, les capitouls, les parlementaires et les universitaires de la ville.
Les doctrinaires mènent plusieurs campagnes de travaux afin d'embellir et d'agrandir le collège. Vers 1670, ils font fabriquer un retable et un tabernacle pour la chapelle du collège par le sculpteur Thibaud Maistrier. En 1678, comme la galerie de bois sur la cour menace ruine, ils décident de l'abattre et de financer eux-mêmes la construction par le maître-maçon Gabriel Cazes de nouveaux bâtiments sur la cour, tandis que la bâtiment sur la rue des Lois est surélevé. En 1701, les doctrinaires décident le prolongement des bâtiments au sud et la construction du portail sur la rue de l'Esquile. Malgré l'opposition de l'université, car il faut détruire la salle de classe de la faculté des Arts, transférée plus loin dans la rue des Lois, les travaux sont achevés en 1702. En janvier 1722, les doctrinaires achètent la maison voisine d'Antoine de Vignolles, trésorier général de France au bureau de Montauban, pour servir d'infirmerie aux élèves malades.
Rapidement, le collège acquiert une grande renommée et on compte, en 1667, presque un millier d'élèves. Mais il rentre rapidement en concurrence et en rivalité avec le collège des jésuites. La popularité de l'enseignement de la philosophie par les doctrinaires attire de nombreux élèves. Mais en 1681, les jésuites obtiennent l'agrégation de leurs classes de philosophie et de théologie à l'université, et en 1689, ils font incorporer au collège une des chaires des arts de l'université, finissant de dépouiller le collège de l'Esquile de ses derniers privilèges. La rivalité des deux collèges repose jusque sur des questions de préséance, car le collège de l'Esquile porte le qualificatif de primarium. En 1716, les capitouls obtiennent par lettres patentes l'agrégation du collège de l'Esquile à l'université, rétablissant l'équité entre les deux collèges. C'est finalement l'interdiction des jésuites en France – le procureur du roi, Jean Gabriel Alexandre de Riquet de Bonrepos, est chargé de faire le réquisitoire devant le Parlement de Toulouse en février 1763 – qui met un terme à cette rivalité.
À la fin du XVIIIe siècle, le collège s'ouvre aux idées des Lumières : la bibliothèque s'enrichit du Journal encyclopédique de Pierre Rousseau et du Supplément à l'Encyclopédie en 1781, des œuvres de Jean-Jacques Rousseau en 1787, des Études de la nature de Jacques-Henri Bernardin de Saint-Pierre en 1789. Elle reçoit par ailleurs la Gazette de France, le Journal de Genève, le Mercure de France, la Feuille toulousaine de Baour et le Courrier d'Avignon. En 1790, tous les professeurs de l'Esquile, sauf un, acceptent de prêter le serment de fidélité à la Constitution civile du clergé. Un lycée provisoire est installé dans les mêmes locaux, tandis que l'enseignement s'enrichit de l'étude de la Déclaration des droits de l'homme et du citoyen. Cependant, la fermeture définitive du collège de l'Esquile a lieu le 9 octobre 1792.

### Après la fermeture du collège
Les bâtiments servent quelque temps à loger des soldats volontaires ou de passage. La ville de Toulouse vend la plupart des biens du collège, comme le domaine de Campagne, à Saint-Simon, vendu en 1793, tandis que la bibliothèque est transférée, le 6 février 1795, au collège national. En 1804, on songe y ouvrir un hospice pour la Garde d'honneur, mais il reste principalement utilisé comme grenier de fourrage pour l'armée. 
Mais, depuis le Concordat passé en 1801 entre Napoléon Bonaparte et le pape Pie VII, le culte catholique se réorganise en France. En 1808, sur décision impériale, les bâtiments des anciens collèges de l'Esquile et de Périgord, voisins, sont affectés respectivement au Petit et au Grand Séminaire. Des travaux sont entrepris afin d'aménager les vieux locaux du collège, le Petit séminaire est ouvert en novembre 1809. Les bâtiments sur la rue des Lois accueille, au rez-de-chaussée, les salles de classe et, aux étages, les chambres des élèves. L'évêché de Toulouse engage des travaux tout au long du XIXe siècle pour adapter les lieux : une nouvelle chapelle est construite au milieu du siècle dans la cour. 
Le Petit séminaire est fermé en 1905, à la suite de la loi de séparation des Églises et de l'État, et redevient propriété de la ville de Toulouse, qui y installe divers bureaux. Pendant la Première Guerre mondiale, le site est mis à disposition des régiments de l'armée et devient le Foyer du soldat de la garnison de Toulouse. Les bâtiments de la rue des Lois et de la rue de l'Esquile sont ensuite affectés au service de la Trésorerie générale de la Haute-Garonne.
L'ancienne chapelle est quant à elle dévolue aux activités culturelles, et sert de salle de théâtre et de cinéma. À la fin des années 1930, elle est en particulier le lieu de manifestations culturelles organisées par les réfugiés espagnols de la guerre civile. Le lieu peut aussi être le lieu de manifestations politiques, puisqu'il est en 1939 le siège du Parti socialiste ouvrier espagnol (PSOE). En 1938 s'ouvre un cinéma, le Pax, remplacé après la Libération de la ville, en 1944, par le Ciné Espoir. En 1991, la mairie de Toulouse décide d'affecter les bâtiments à la Cinémathèque de Toulouse, dont les locaux du Faubourg Bonnefoy se révélaient trop petits. Les travaux sont engagés en 1994 dans l'ancienne chapelle, qui doit accueillir la bibliothèque de la cinémathèque, et se poursuivent jusqu'en 1996. La cinémathèque est finalement ouverte au public en mars 1997. Dans le même temps, depuis 1992 et malgré l'hostilité des sociétés savantes toulousaines, un nouveau bâtiment en béton armé est édifié en 1993, au revers du portail de la rue du Taur par l'architecte des Bâtiments de France, Dominique Letellier, afin d'abriter les services de l'Agence des Bâtiments de France, le Service départemental de l'architecture et du patrimoine (SDAP) de la Haute-Garonne.

## Description
Les bâtiments actuels s'organisent autour de deux cours, accessibles l'une par la rue du Taur et l'autre par la rue des Lois. 

### Rue du Taur

#### Portail du Taur
Le bâtiment sur la rue du Taur témoigne de la campagne de travaux conduits entre 1554 et 1558 par Nicolas Bachelier. Il a cependant été modifié en 1990 par l'architecte des bâtiments de France Dominique Letellier pour accueillir les bureaux du SDAP. 
Le portail est achevé en 1556, comme en témoignent les huit blasons sculptés des capitouls de l'année 1555-1556. Il est entièrement en pierre et possède une décoration très riche. Voûté en plein cintre, il est orné de bossages vermiculés. Il est surmonté d'une frise qui portait les blasons des capitouls et d'une large corniche. Au-dessus, un attique encadré d'atlantes, de pots à feu et surmonté d'une corniche, est décoré de cartouches qui portaient les armoiries du collège, de la ville et de la province du Languedoc. L'ensemble est surmonté d'une travée dorique, formée de deux pilastres qui soutiennent un entablement et un fronton, décoré de trois croissants de lune placés en acrotère, qui rappellent l'emblème d'Henri II, tandis qu'au centre se distinguent les armoiries royales.

#### Cour du Taur
Le portail donne acces à une cour trapézoïdale, de 40 mètres de long environ, d'est en ouest. À l'est, au revers du portail, s'élève le bâtiment du STAP. Il abrite en particulier les bureaux des Architectes des bâtiments de France. Il s'agit du structuré en béton armé, portée par des piliers. Au nord de la cour, des traces d'architecture médiévale sont encore visibles, particulièrement des lancettes et une porte en arc brisé. À l'ouest, la cour est fermée par le bâtiment de la Cinémathèque.

#### Cinémathèque de Toulouse
Les deux corps de bâtiment en fond de cour, aménagés dans la première moitié du XIXe siècle, servaient de chapelle et de sacristie au Petit séminaire. Ils sont occupés par la cinémathèque de Toulouse depuis 1995. Ils présentent une façade typique du style néoclassique toulousain. Les cinq travées, ouvertes par de grandes ouvertures en plein cintre, sont séparées par des pilastres à chapiteaux doriques. 
L'ancienne chapelle du Petit séminaire a été transformée en bibliothèque pour la cinémathèque. Elle se distingue par une grande peinture murale, Le Socialisme aux champs, réalisée en 1933 par Jean Druille, redécouverte derrière une cloison en 1995. Il s'agit d'un pastiche de peinture religieuse, représentant un paysage agricole de coteaux – probablement le Lauragais – où se tiennent cinq personnages : le chanteur de l'Internationale au centre, entouré par un maréchal ferrant et une famille de paysans. Au-dessus d'eux, dans le ciel, deux femmes nues auréolées et ailées tiennent un phylactère où sont inscrits les derniers vers du refrain de l'Internationale : « et demain, l’Internationale sera le genre humain ».

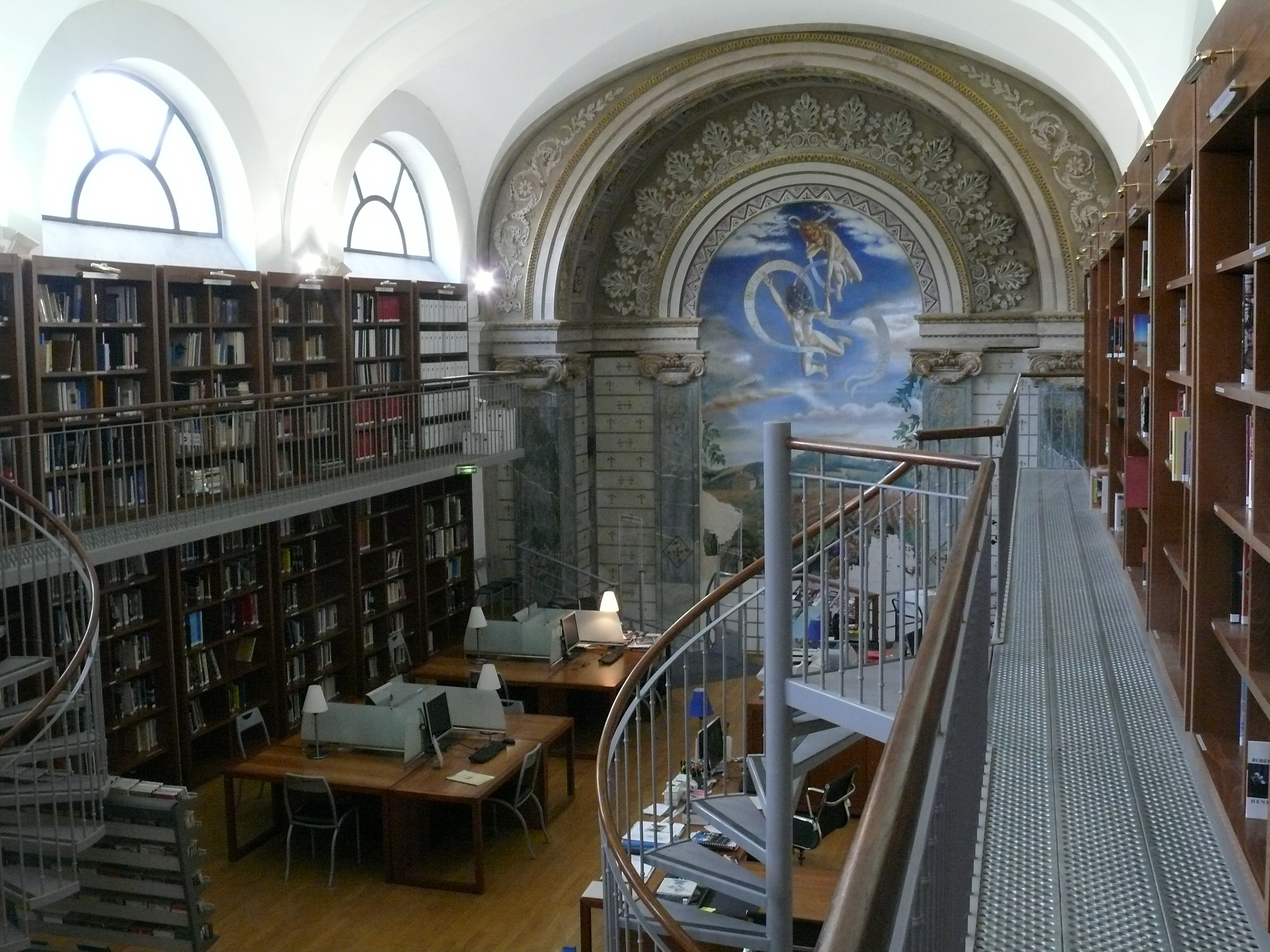
La bibliothèque de la cinémathèque.

### Rue des Lois et rue de l'Esquile

#### Bâtiment de la rue des Lois
Le grand corps de bâtiment donnant sur la rue des Lois s'appuie sur un bâtiment médiéval plus ancien, probablement du XIIIe siècle ou du XIVe siècle, dont sont encore visible les arcs gothiques en accolade de deux fenêtres en pierre. Il s'élève sur trois niveaux. Il est profondément remanié par Guillaume Cazeneuve et Michel Boyer entre 1554 et 1558, avant d'être surélevé d'un étage lors de la deuxième campagne de travaux menée par Gabriel Cazes en 1678-1679. La longue façade de 22 travées est percée de fenêtres segmentaires aux appuis en pierre. Un grand portail de style classique s'ouvre face à la place Yitzhak-Rabin. Percé après 1910 pour servir d'entrée aux bureaux de la direction des impôts, c'est un pastiche du portail de style classique de la rue de l'Esquile. Voûté en plein cintre, il est en pierre et brique alternée. Deux pilastres à chapiteaux doriques soutiennent un entablement, surmonté d'une large corniche. 

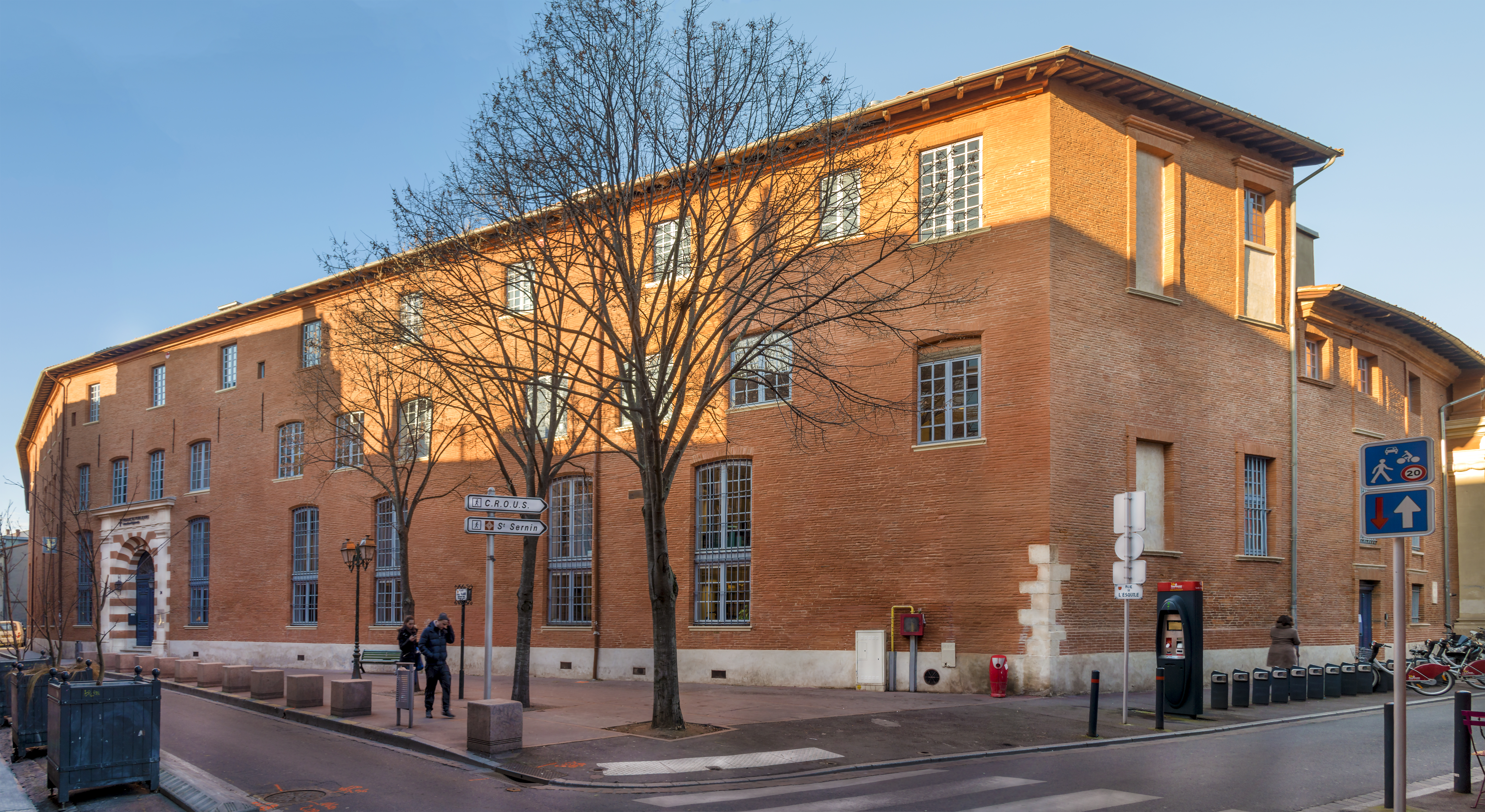
La place Yitzhak-Rabin et le corps de bâtiment de la rue des Lois.
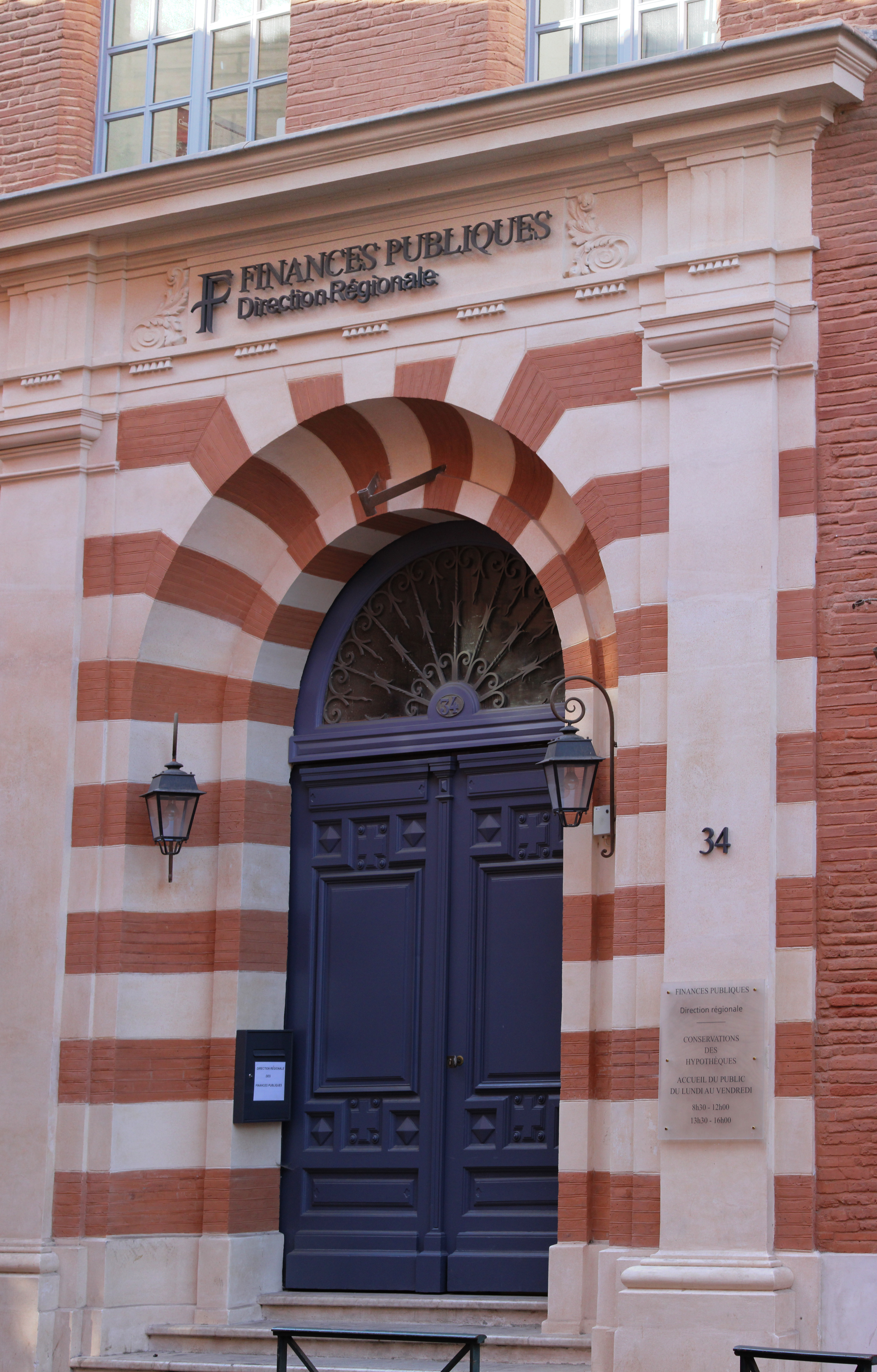
Le portail de la rue des Lois.
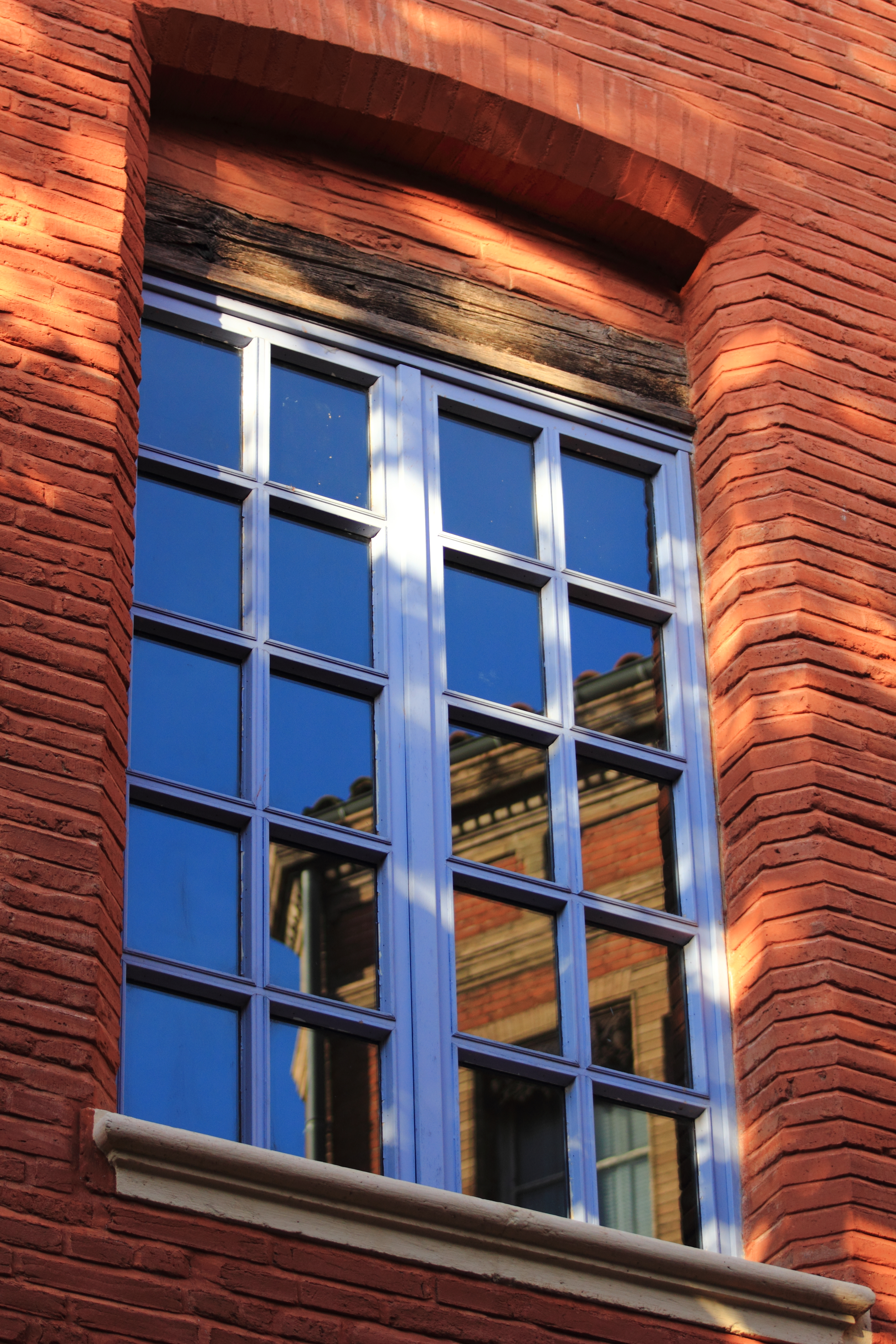
Fenêtre sur la rue des Lois.

#### Bâtiment de la rue de l'Esquile
Le corps de bâtiment sur la rue de l'Esquile est édifié en 1701-1702. Le grand portail est également voûté en plein cintre, en pierre et brique alternée. Il est encadré de deux paires de pilastres à chapiteaux ioniques, qui supportent un entablement où sont gravés les blasons des huit capitouls de l'année.

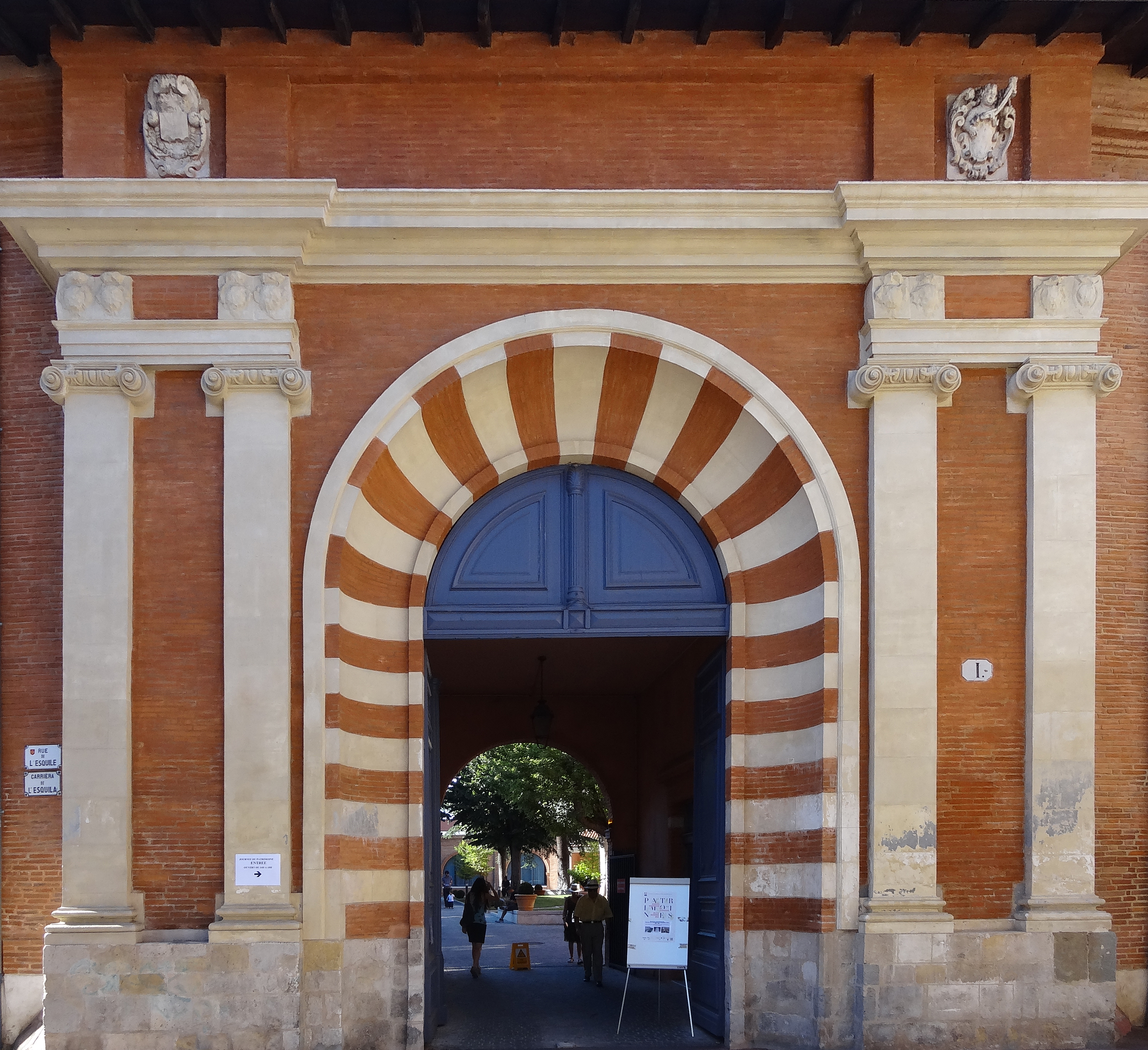
Le portail de la rue de l'Esquile.
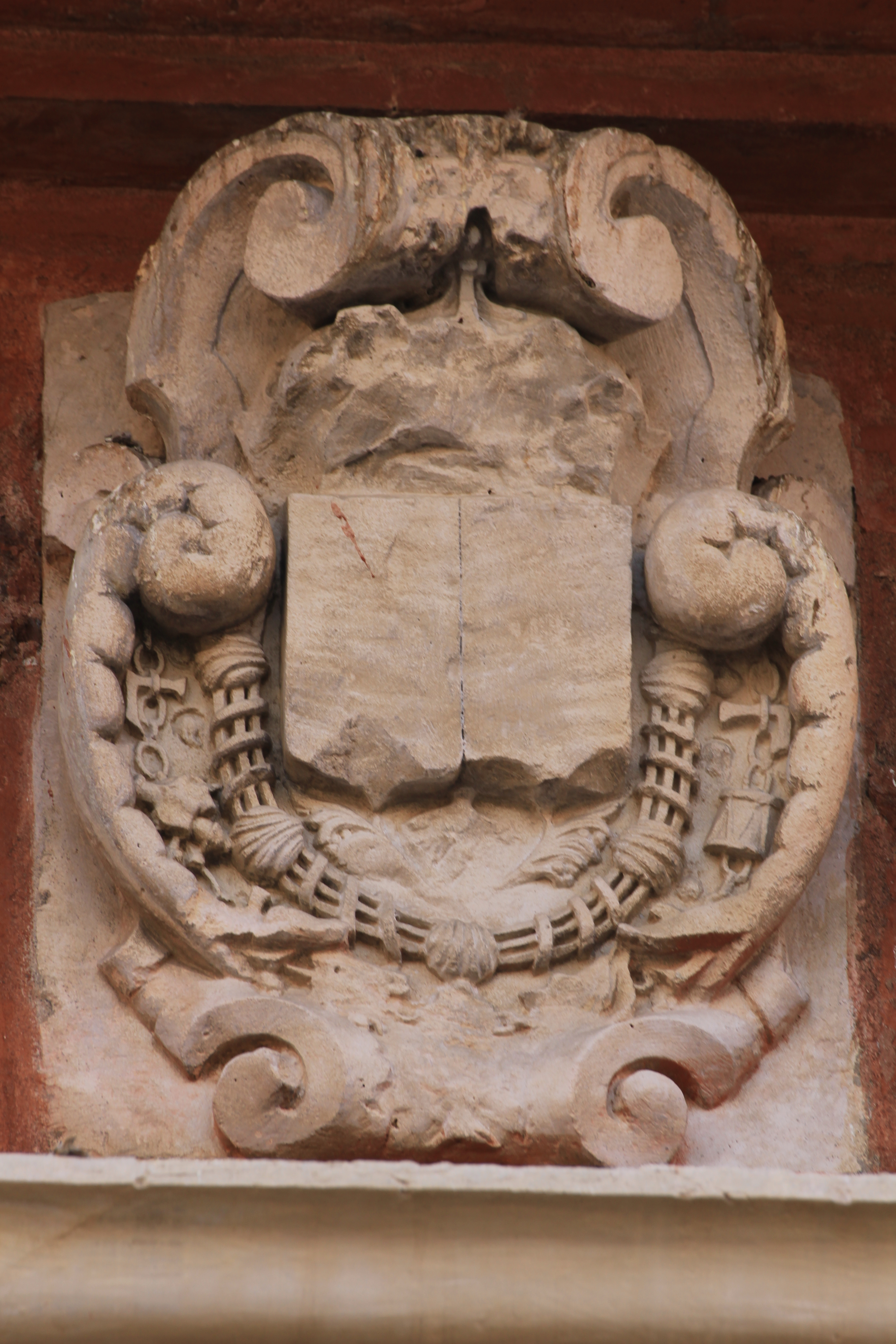
Les blasons de France et de Navarre.
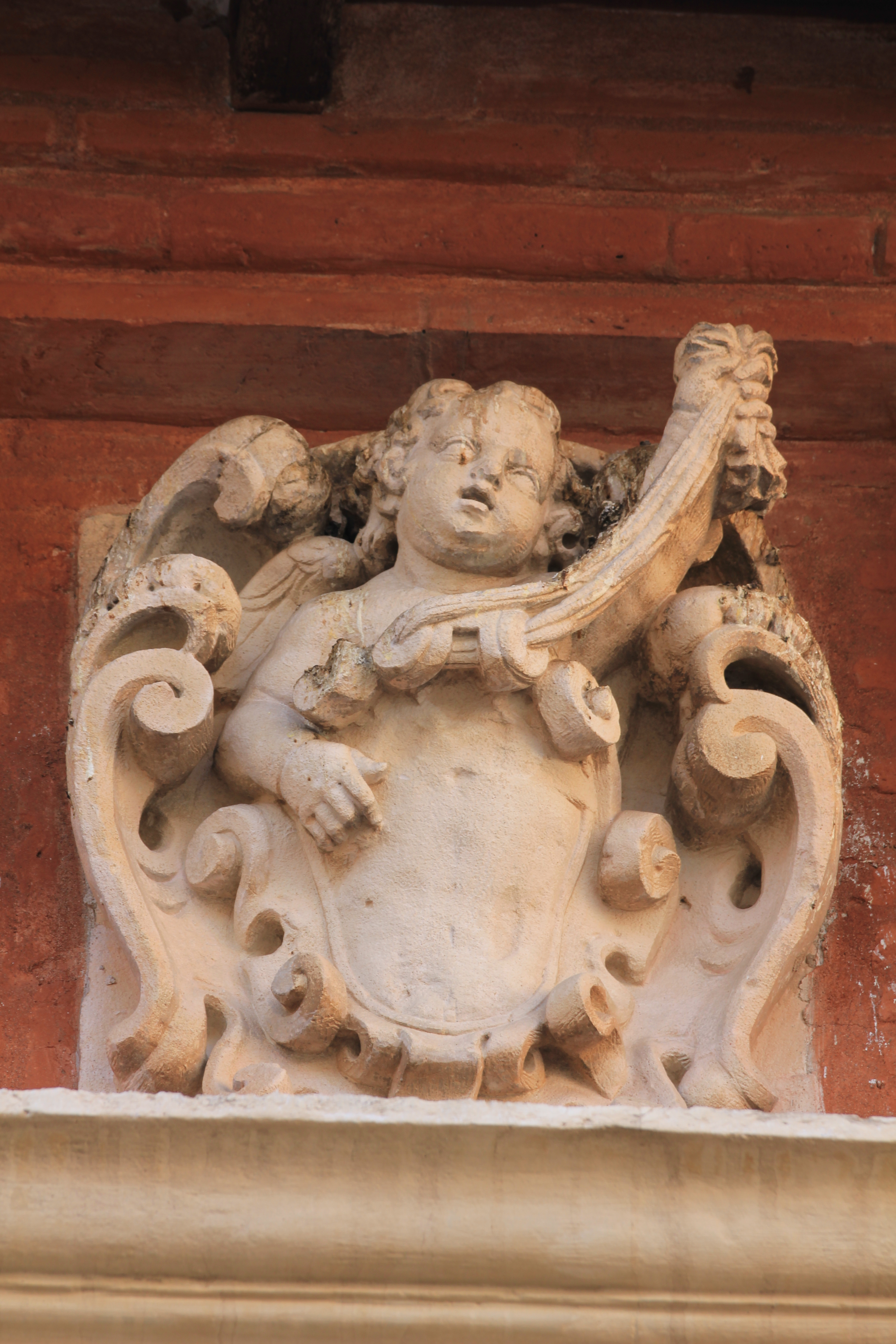
Le blason de la province de Languedoc.
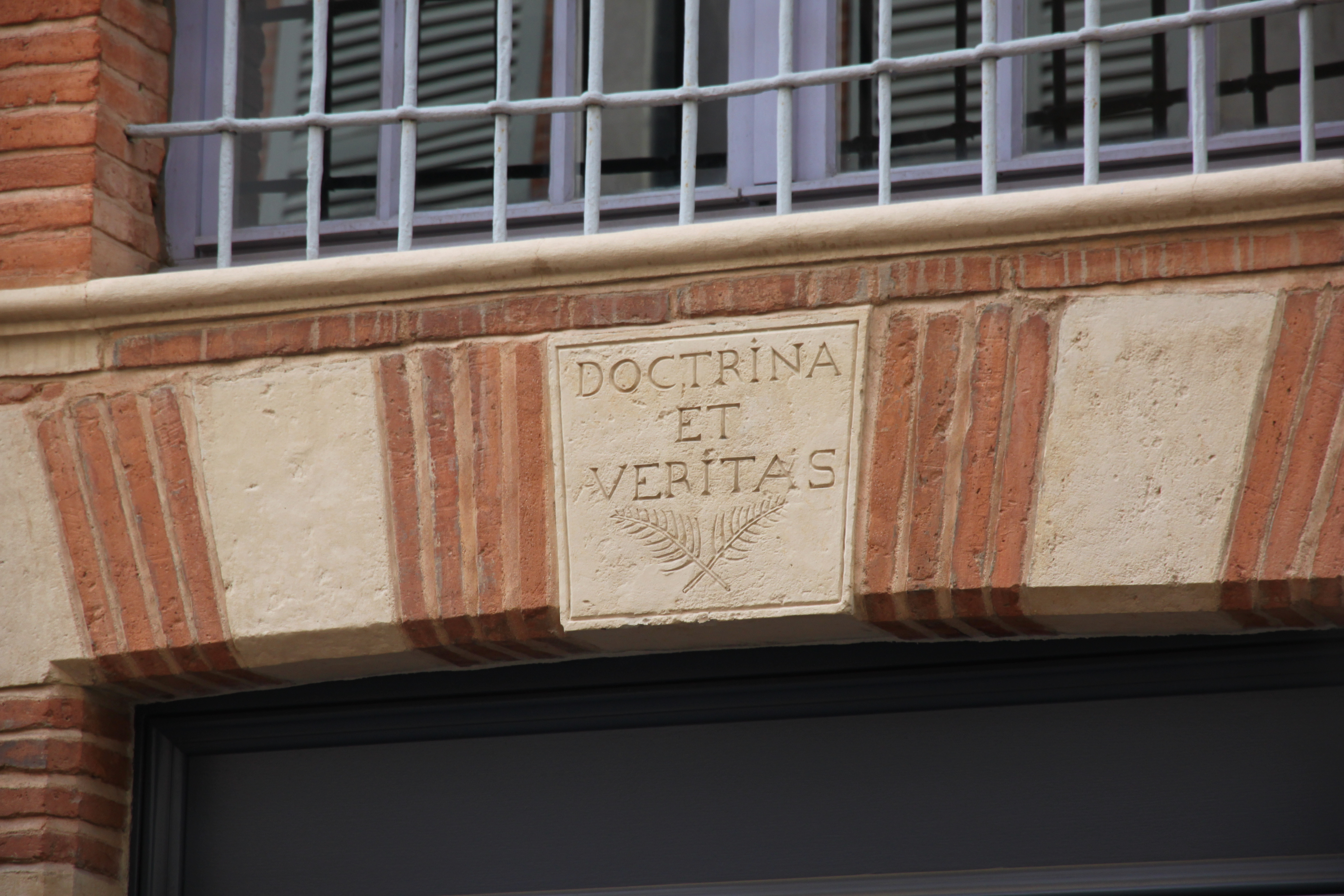
Devise des Pères de la Doctrine Chrétienne : DOCTRINA ET VERITAS

#### Cour intérieure
Le portail donne accès à une cour, aménagée entre le XVIIe siècle et le XVIIIe siècle, mais elles sont assez homogènes. À l'est s'élève la chapelle, construite en 1608. Le corps de bâtiment à l'ouest a été construit par Gabriel Cazes en 1678-1679, tandis que le bâtiment au nord a été élevé au XIXe siècle. Les baies sont en plein-cintre au rez-de-chaussée et rectangulaires aux étages. Il s'agissait certainement d'une galerie ouverte.

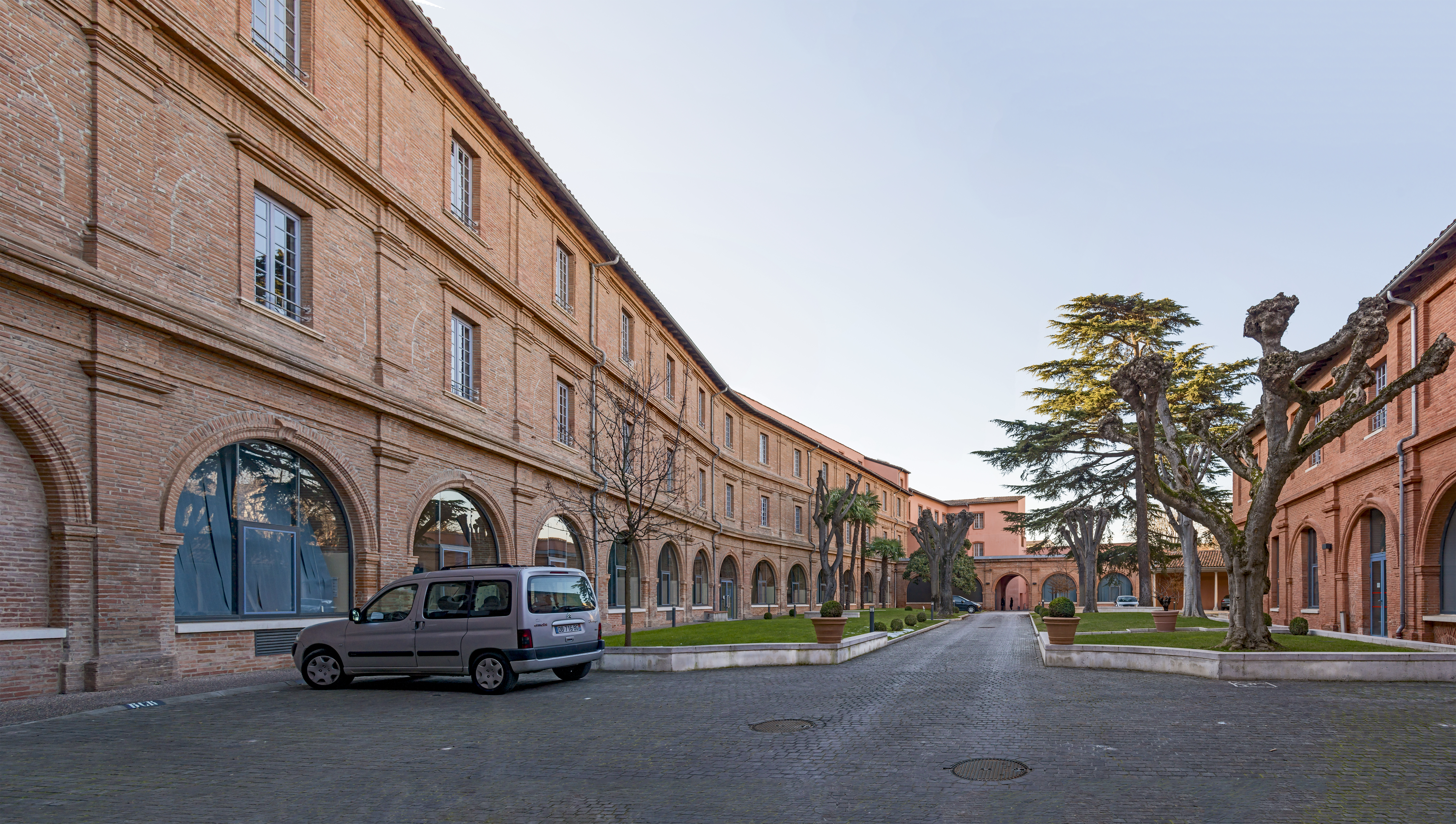
La cour intérieure du collège.
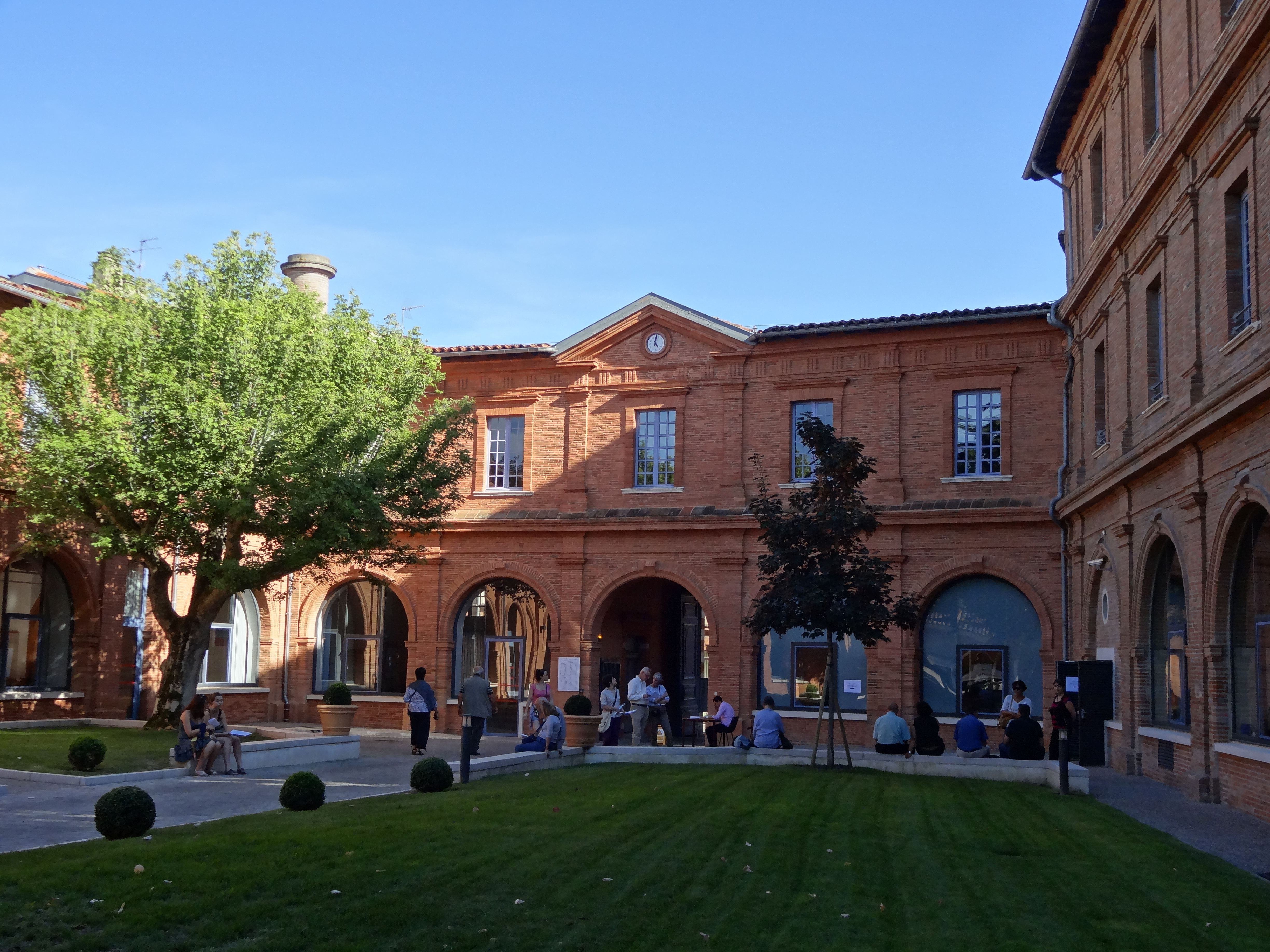
Le bâtiment sud de la cour.
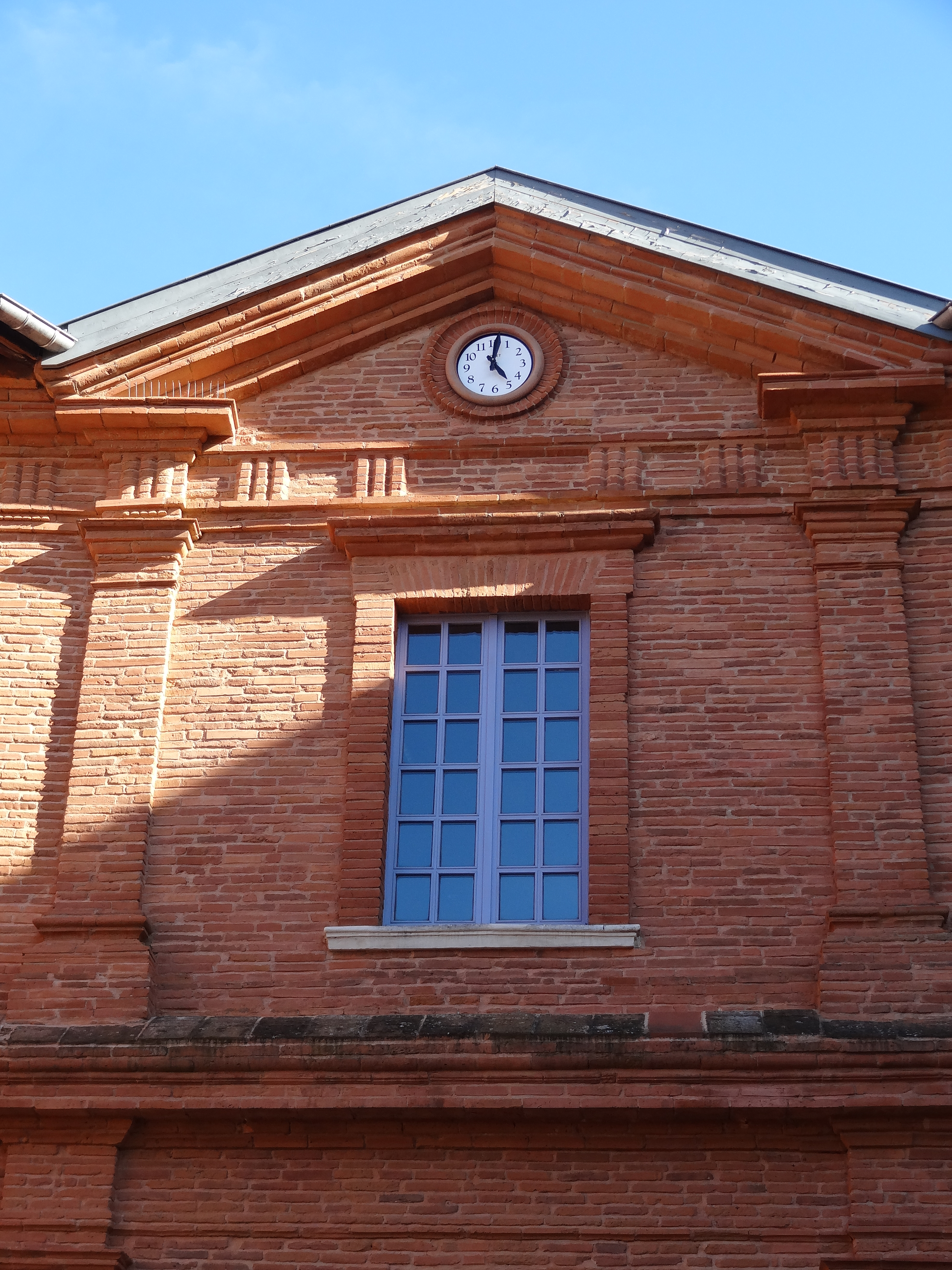
Le fronton du bâtiment sud .
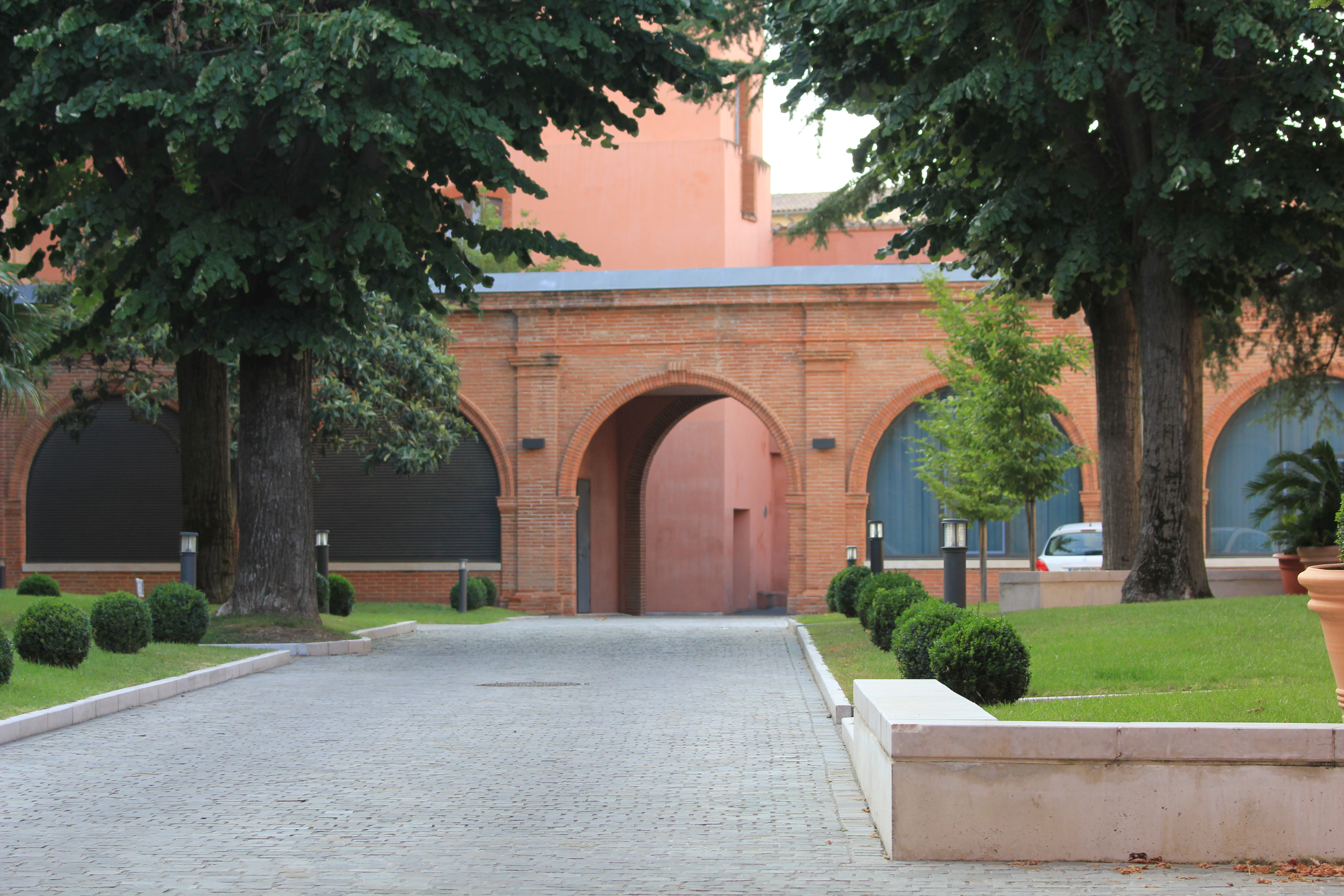
La galerie nord de la cour.
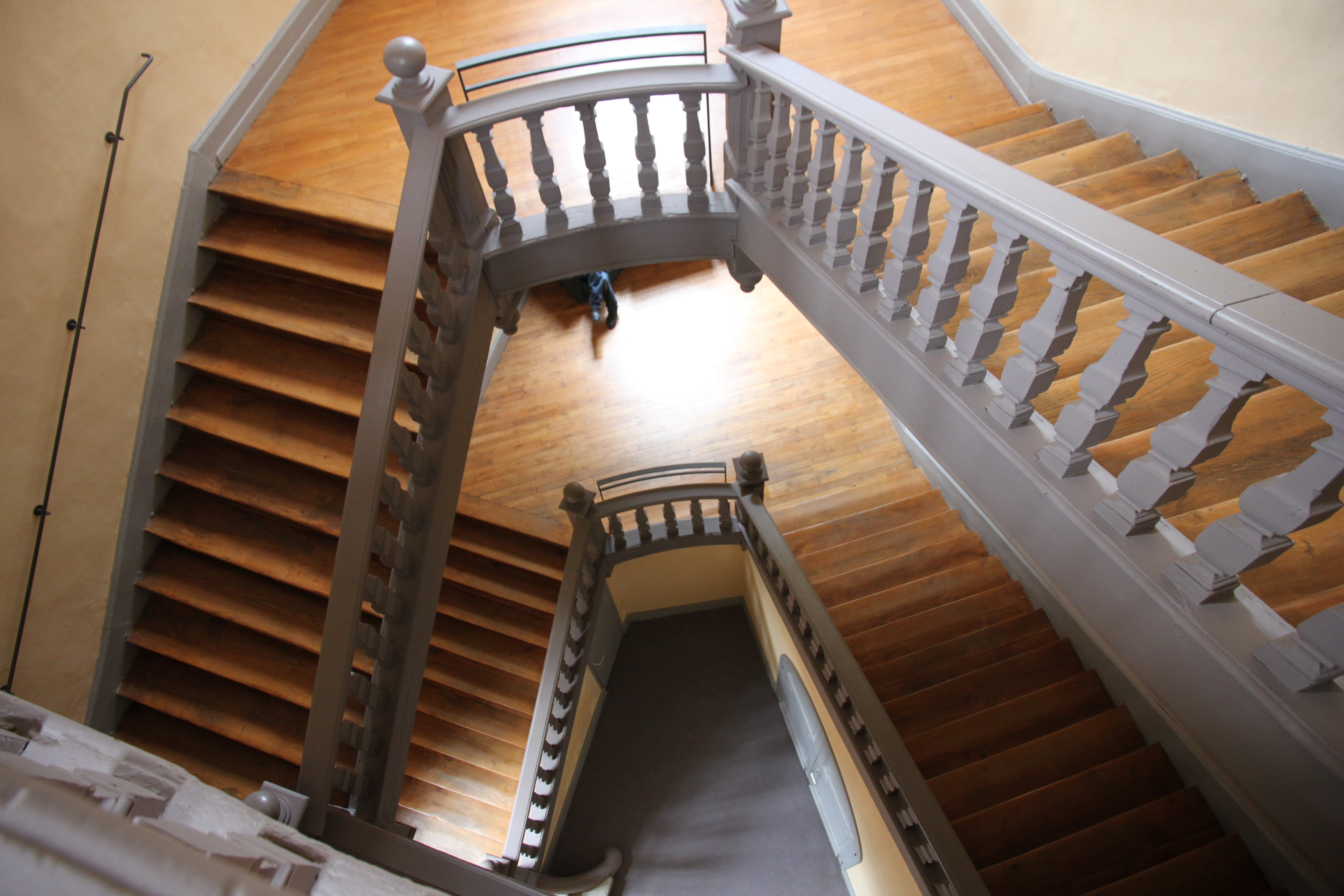
Escalier de 1750
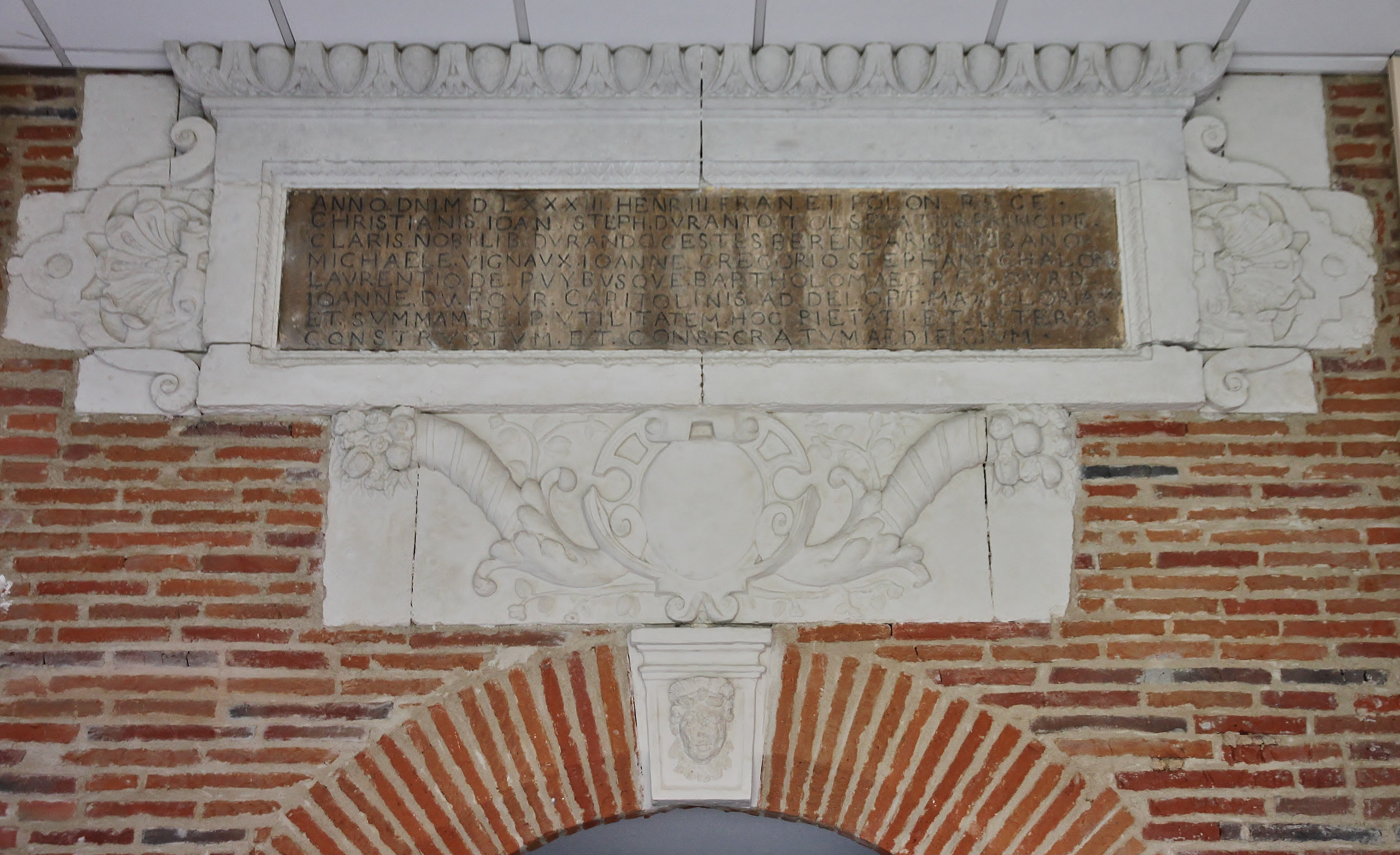
Cartouche de 1583 commémorant une étape du développement du collège

## Anciens élèves célèbres
- Paul-Joseph Barthez (1734-1806), médecin et encyclopédiste
- Maurice de Guérin (1810-1839), « poète-mage » et inventeur de la poésie en prose
- Marc-Guillaume-Alexis Vadier (1736-1828)
- Antoine Portal (1742-1832), médecin
- Roch-Ambroise Cucurron Sicard, dit « l'abbé Sicard » (1742-1822), ecclésiastique, « instituteur des sourds-muets »[65]
- Jacques-Marie Rouzet (1743-1820), avocat et député
- Philippe Pinel (1745-1826), médecin aliéniste
- Fabre d'Églantine (1750-1794), poète et révolutionnaire[66].
- François Cabarrus (1752-1810), financier et banquier espagnol
- Joseph Joubert (1754-1824), moraliste et essayiste
- Joseph Lakanal (1762-1845), conventionnel, puis politicien[66].
- Dominique-Jean Larrey (1766-1842), chirurgien en chef de la Grande Armée
- Jean Dominique Compans (1769-1845), général de la Révolution et de l'Empire.
- Pierre Baour-Lormian (1770-1864), poète[66].
- Jean-Étienne Esquirol (1772-1840), médecin et psychiatre[66].
- Père Marie-Antoine de Lavaur (1825-1907), dit "Le Saint de Toulouse", capucin[67].
- Emmanuel Delbousquet (1874-1909), poète occitan.